# یوکی سنو
یوکی سنو (انگلیسی: Yuki Seno؛ زادهٔ ۳۰ دسامبر ۱۹۹۶) بازیکن فوتبال اهل ژاپن است.